# یاغیزلار (یورغیر)
یاغیزلار (به ترکی استانبولی: Yağızlar) یک منطقهٔ مسکونی در ترکیه است که در یورغیر واقع شده‌است.